# STVラジオ魂
STVラジオ魂（エスティーヴィーラジオだましい）とは、STVラジオで放送されていたラジオ番組。2011年10月3日放送開始、2013年3月30日放送終了。

## 概要
開局50周年の特別企画として、これまでSTVラジオで放送された名物番組を担当したパーソナリティらが週替わりで出演し、懐かしの名調子や現役バリバリの熱い思いなど50年の「魂」を感じさせるトークを展開する。また、「Sプラ the LIVE」などイベント公開録音特番も編成された。

## 放送時間
- 2011年10月 - 2012年3月：毎週月曜日20:00～21:00(再放送 毎週土曜日22:00～23:00)
- 2012年10月 - 2013年3月：毎週土曜日17:15～17:30

## 出演パーソナリティ

### 2011年
- 10月3日 木村洋二
- 10月10日 内山佳子
- 10月17日 奥山コーシン
- 10月24日 Sプラ the LIVE Vol.1
- 10月31日 安達祐子
- 11月7日 高野義雄
- 11月14日 明石英一郎
- 11月21日 石田久美子
- 11月28日 Sプラ the LIVE Vol.2
- 12月5日 熊谷明美
- 12月12日 福永俊介
- 12月19日 安達祐子
- 12月26日 明石英一郎（再放送）

### 2012年
- 1月2日 STVホール the LIVE
- 1月9日 SACON
- 1月16日 坂本咲子
- 1月23日 奥山コーシン(STVラジオ魂スペシャル 月曜日でも日よういっぱい生ワイド!?)
- 1月30日 Sプラ the LIVE Vol.3
- 2月6日 山内惠介・藤澤ノリマサ（歌一本勝負&プレミアムタイム）
- 2月13日 五十嵐浩晃
- 2月20日 流
- 2月27日 Sプラ the LIVE Vol.4
- 3月5日 臼井佳子
- 3月12日 大沢宏一
- 3月19日 若衆演歌の祭典
- 3月26日 Sプラ the LIVE Vol.5

### 2013年
- 1月 黒森このみ (STVラジオ50周年記念オーディション「ラジオスターを探せ!!」の優勝記念として担当。)
- 2月23日 児玉梨奈
- 3月2日 男鎌田真吾
- 3月16日 サンモジ
- 3月30日 吉川のりお・内山佳子